# Cestrum parqui

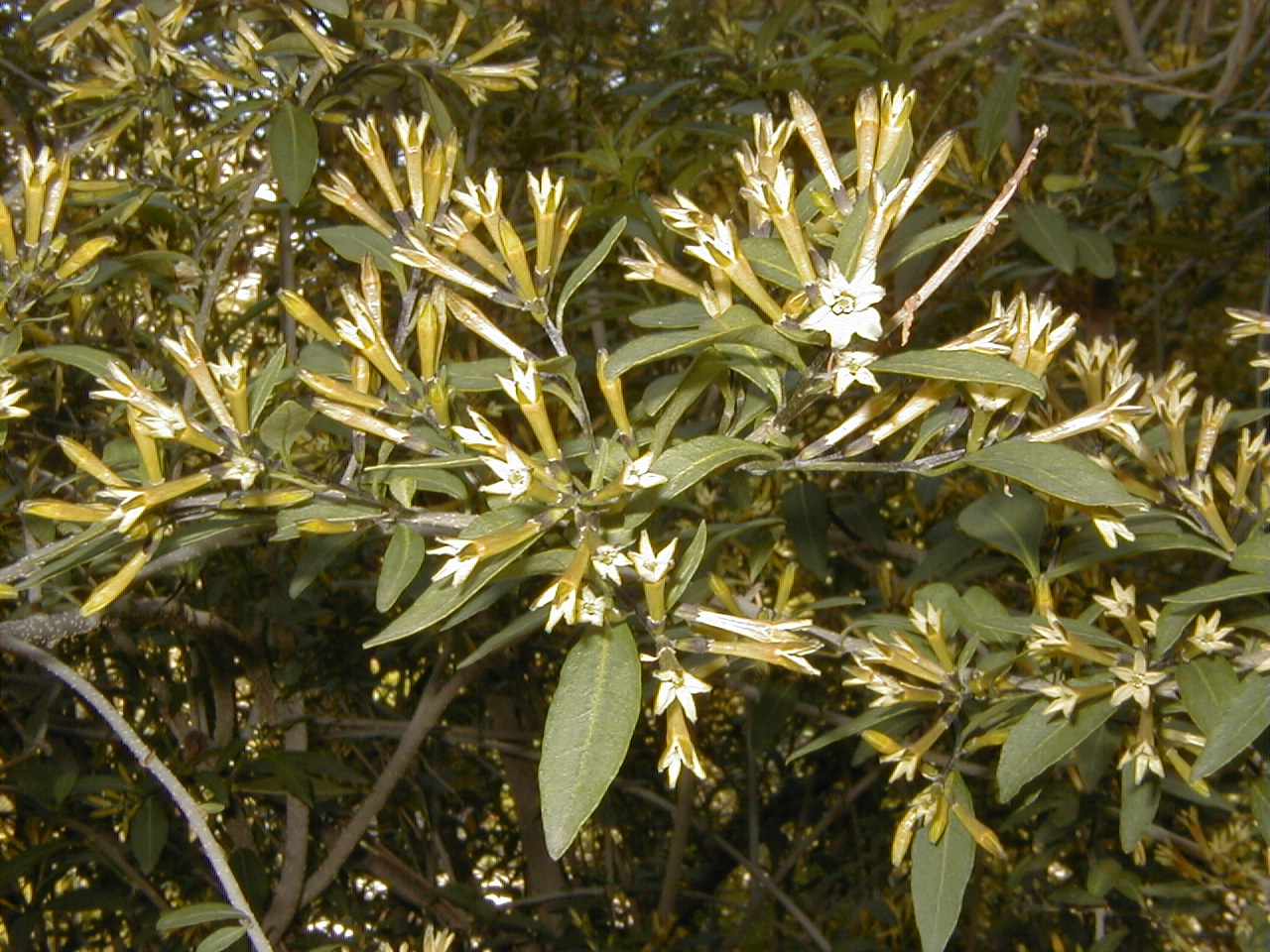
Cestrum parqui

Cestrum parqui – gatunek rośliny z rodziny psiankowatych. Lokalnie znany pod nazwami palqui, parqui lub hediondilla. Pochodzi z Ameryki Południowej, gdzie jego zasięg obejmuje obszar od środkowego Chile i północnej Argentyny, poprzez Urugwaj, Paragwaj, Boliwię po środkową i wschodnią Brazylię. Poza tym szeroko rozprzestrzeniony jako gatunek inwazyjny. Na niektórych obszarach podlega obowiązkowemu zwalczaniu (np. w Nowej Południowej Walii nakazuje to Weeds Act z 1993).

## Morfologia
PokrójJest wyprostowanym, wieloletnim krzewem o wysokości 2-3 metrów.
ŁodygaKrucha. Młode łodygi są białawe, starsze pędy są zielone, ciemniejsze, prążkowane u podstawy i marmurkowe powyżej.
LiścieJasnozielone liście o długości ok. 12 cm i szerokości do 2,5 cm przechodzą w pełny kolor zielony. Po złamaniu wydzielają gęsty sok o silnym zapachu.
KwiatyZielonkawożółte. W dzień roślina wydziela nieprzyjemny zapach zbliżony do zapachu moczu, podczas gdy w nocy pachnie.
OwoceCiemnofioletowe, owalne jagody o długości 1 cm. Mają ciemnopurpurowy miąższ i 1-2 nasiona o długości od 3 do 4 mm o nieregularnym kształcie i ostrych krawędziach.

## Biologia i ekologia
Występuje przede wszystkim w krajobrazie rolniczym, na obszarach nadbrzeżnych i zakrzewionych. Na pastwiskach wypiera inne gatunki, a ze względu na swe trujące właściwości stanowi zagrożenie dla bydła. Kolonizuje także tereny podmokłe wzdłuż cieków, których prądy pomagają w jej rozsiewaniu. Nasiona roznoszone są także przez ptaki.
Gatunek ten stanowi poważny problem w rolnictwie, ze względu na toksyczność dla zwierząt gospodarskich (zwłaszcza bydła i drobiu). Wszystkie części materiału roślinnego – łodygi, liście, owoce, stanowią poważne zagrożenie dla zwierząt. Śmierć jest zwykle szybka i bolesna. Roślina może stanowić także zagrożenie dla niektórych innych zwierząt i ludzi. Kora C. parqui stanowi jednak jeden ze składników diety koszatniczek.